# Pik Unabhängigkeit
Der Pik Unabhängigkeit (tadschikisch Қуллаи Истиқлол/Qullai Istiqlol) ist ein Berg im Pamir in Tadschikistan.
Der Berg hieß ursprünglich Dreispitz, benannt von der deutsch-sowjetischen Alai-Pamir-Expedition, die ihn 1928 entdeckte. Karl Wien und Eugen Allwein scheiterten beim Versuch, ihn zu besteigen. Nach dem Zweiten Weltkrieg wurde der Berg in Pik Revolution (Қуллаи Инқилоб/Qullai Inqilob) umbenannt. Die Erstbesteigung gelang schließlich 1954 einer sowjetischen Bergsteigergruppe unter Führung von Alexei Ugarow. Seit Juli 2006 trägt der Berg die aktuelle Bezeichnung Pik Unabhängigkeit zur Erinnerung an die 1991 erfolgte Loslösung Tadschikistans von der Sowjetunion.
Der vergletscherte Gipfel liegt auf einer Höhe von 6940 m. Er bildet die höchste Erhebung der Jasgulemkette. An der Nordwestflanke liegt das Nährgebiet des Fedtschenko-Gletschers. Die Gletscher an der Ost- und Südwestflanke werden über den Bartang entwässert.